# Монтеродуни
Монтеродуни (итал. Monteroduni) је насеље у Италији у округу Изернија, региону Молизе.
Према процени из 2011. у насељу је живело 1049 становника. Насеље се налази на надморској висини од 469 м.

## Становништво
| 1931. | 1936. | 1951. | 1961. | 1971. | 1981. | 1991. | 2001. | 2011. |
| ----- | ----- | ----- | ----- | ----- | ----- | ----- | ----- | ----- |
| 2.504 | 2.540 | 2.619 | 2.534 | 2.273 | 2.377 | 2.409 | 2.395 | 2.267 |